# 大宝 (飛島村)
大宝（おおだから）は、愛知県海部郡飛島村にある地名。現行行政地名は大宝1丁目から大宝7丁目と字八島。

## 地理
飛島村北西部に位置する。東は服岡、西は弥富市松名・寛延、南は重宝、北は弥富市桴場・神戸に接する。西から順に丁目が設定されている。

### 河川
- 筏川

## 歴史

### 沿革
- 1692年（元禄5年） - 長尾重幸が万治2年・寛文5年・天和元年と三度の新田開発願いを尾張藩に出していたが、この年、安福寺に反別20町歩を寄進することを条件に徳川光友より許可された[1]。
- 1693年（元禄6年）夏 - 新田開発が完成[1]。
- 1693年（元禄6年）秋 - 暴風雨で破堤。新田が荒廃したという[1]。
- 1727年（享保12年）・1762年（宝暦12年） - 相次ぐ洪水被害により、排水が難しくなったため、この年排水路の改修が行われたという[1]。
- 1727年（享保19年） - 県大明神社が砂子村より遷座[1]。
- 1889年（明治22年） - 合併により、宝地村大字大宝新田となる[1]。
- 1906年（明治39年） - 合併により、飛島村大字大宝新田となる[1]。
- 1985年（昭和60年） - 飛島村大字大宝新田・八島新田・重宝の各一部より、飛島村大字大宝となる[1]。

## 世帯数と人口
2015年（平成27年）10月1日現在の世帯数と人口は以下の通りである。
| 町丁 | 世帯数  | 人口  |
| ---- | ------- | ----- |
| 大宝 | 171世帯 | 650人 |

### 人口の変遷
国勢調査による人口の推移
| 1995年（平成7年）  | 654人 | [ 6 ] |  |
| 2000年（平成12年） | 650人 | [ 7 ] |  |
| 2005年（平成17年） | 642人 | [ 8 ] |  |
| 2010年（平成22年） | 650人 | [ 9 ] |  |
| 2015年（平成27年） | 650人 | [ 3 ] |  |

## 学区
市立小・中学校に通う場合、学区は以下の通りとなる。また、公立高等学校に通う場合の学区は以下の通りとなる。
| 番・番地等 | 小学校           | 中学校           | 高等学校 |
| ---------- | ---------------- | ---------------- | -------- |
| 全域       | 飛島村立飛島学園 | 飛島村立飛島学園 | 尾張学区 |

## 交通

### 道路
- 愛知県道66号蟹江飛島線（西尾張中央道）
- 愛知県道104号新政成弥富線
- 愛知県道462号大藤永和停車場線

## 施設
- 海部南部消防組合本部北緯35度5分3.6秒 東経136度46分16.5秒 / 北緯35.084333度 東経136.771250度
- 大宝神社北緯35度5分23.5秒 東経136度45分59.5秒 / 北緯35.089861度 東経136.766528度
- 大宝寺北緯35度5分27.6秒 東経136度46分18.1秒 / 北緯35.091000度 東経136.771694度
- 八島稲荷神社北緯35度5分26.2秒 東経136度45分41.4秒 / 北緯35.090611度 東経136.761500度

## その他

### 日本郵便
- 郵便番号 : 490-1438[4]（集配局：弥富郵便局[12]）。